# 愉快空中巴士航空
愉快空中巴士航空（Aeroenlaces Nacionales, S.A. de C.V.，VivaAerobus）是一家墨西哥的廉价航空公司，由墨西哥国内最大的大巴公司IAMSA全资拥有。

## 外部連結
- 官方网站